# Ilex gabrielleana
Ilex gabrielleana är en järneksväxtart som beskrevs av P.-a. Loizeau och R. Spichiger. Ilex gabrielleana ingår i släktet järnekar, och familjen järneksväxter. Inga underarter finns listade i Catalogue of Life.